# ビトリアの戦い
ビトリアの戦い（西: Batalla de Vitoria, 英: Battle of Vitoria, 仏: Bataille de Vitoria）は、1813年6月21日に行われた、半島戦争における戦いの一つである。スペインのバスク地方ビトリア＝ガステイス近郊のサドーラ川河畔で行われた。イギリスの初代ウェリントン侯爵アーサー・ウェルズリーが率いるイギリス・ポルトガル・スペイン連合軍と、スペイン王ジョゼフ・ボナパルトとジュールダン元帥が率いるフランス軍が戦い、連合軍が勝利した。これが連合軍の最終的な勝利につながった。ビトリア＝ガステイスのビルヘン・ブランカ広場にはスペインの勝利を称えるモニュメントが飾られている。

## 題材とした作品
- ウェリントンの勝利 - ベートーヴェンの管弦楽曲
- ボードゲーム：Vae Victis N°12  『Vitoria 1813』（フランス語）、History&Colectors社